# نشان از بی‌نشان‌ها
نشان از بی‌نشان‌ها نامِ مجموعه‌ای دو جلدی به قلمِ علی مقدادی اصفهانی است که در آن شرحِ حال، کرامات، مقالات و روشِ سیروسلوکِ عرفانی و سرگذشتِ حسنعلی نخودکی اصفهانی روایت می‌شود. کتاب به سبکی ساده و روان از سویِ پسرِ نخودکی اصفهانی نوشته شده و بخشی از روایاتِ آن از یادداشت‌هایِ حسنعلی نخودکی و بخشی نیز از دیده‌ها و شنیده‌هایِ نویسنده و با محتوایِ عرفانی است.